# Pissed Off Bastards of Bloomington
Pissed Off Bastards of Bloomington (POBOB) ist ein Motorcycle Club, der 1947 zusammen mit dem Boozefighters MC und den Market Street Commandos an den umstrittenen Ausschreitungen von Hollister teilgenommen hat.
Nach dem Zwischenfall in Hollister stieg Otto Friedli (* 28. Juni 1931; † 17. März 2008) aus dem Club aus und gründete am 17. März 1948 in Fontana (Kalifornien), westlich von San Bernardino, den Hells Angels Motorcycle Club. 1954 wurde dieser Club schließlich zusammen mit den Market Street Commandos zum Hells Angels San Francisco Chapter.

## Offizielle Clubgeschichte
Die POBOS waren zu Beginn ein Motorcycle and Car Club. Etwas südlich von San Bernardino (Kalifornien), in der Kleinstadt Bloomington, wurde der Club 1945 von Kriegsveteranen des Zweiten Weltkriegs und Otto Friedli, der zu jung war, um im Krieg gedient zu haben, gegründet. Die Mitglieder verstanden die Clubgründung als Aufbegehren gegen das zivile Leben und als Suche nach Spannung mit gemeinsamen Ausfahrten mit Motorrädern und Hot Rods. Als am 4. Juli 1947 zum ersten Mal nach dem Krieg der Gypsy Tour Run, ein von der American Motorcyclist Association freigegebenes Rennen, wieder nach Hollister kam, nahmen die POBOB an der Veranstaltung teil und waren federführend, zusammen mit dem Boozefighters MC und den Market Street Commandos, an den Ausschreitungen beteiligt, die rasch weltweit bekannt wurden und schließlich das Bild der Rockerszene für Jahre prägten, nicht zuletzt auch durch die mediale Aufbereitung im Film Der Wilde mit Marlon Brando.
Zwei Monate später nahmen die gleichen Clubs an einer weiteren AMA-Veranstaltung am Labor-Day-Wochenende teil, bei dem es ebenfalls zu Ausschreitungen kam. Die Rocker besetzten die Hauptstraße und feierten wild.
Sechs Monate später gründete Otto Friedli mit weiteren ehemaligen Mitgliedern der POBOB am 17. März 1948 das erste Charter der Hells Angels in San Bernardino, Kalifornien. Der vorherige Club löste sich auf.
Drei Jahre später gründeten sich die POBOBs wieder, allerdings ohne den Autoclub. Heute trägt der Club den Namen Pissed Off Bastards of Berdoo und besitzt zwei Chapter, eines in Südkalifornien und eines in Nevada.